# Mao Di Xương
Mao Di Xương (毛贻昌; 15 tháng 10 năm 1870—23 tháng 1 năm 1920), tự Thuận Sinh (順生), hiệu Lương Bật (良弼), là một người nông dân và buôn bán ngũ cốc người Trung Quốc và là thân sinh của Mao Trạch Đông. Là thế hệ thứ mười chín của dòng họ Mao, ông được sinh ra và sống suốt đời ở một làng quê Thiều Sơn Xung (韶山冲) ở Thiều Sơn, tỉnh Hồ Nam.
Là con trai của Mao Ân Phổ, ông được nuôi dưỡng trong một gia đình nghèo khổ. Kết hôn với Văn Thất Muội khi ông mới mười tuổi, ông sau đó phục vụ trong quân đội Trung Quốc hai năm. Trở lại cuộc sống nông nghiệp, ông trở nên cô đơn và buôn bán ngũ cốc, mua lại hạt ngũ cốc địa phương và bán lại cho các thành phố với giá cao hơn, trở thành một trong những nông dân giàu có ở Thiều Sơn, với 20 mảnh đất cày cấy. Ông và Văn có bốn người con sống sót, Trạch Đông, Trạch Dân, Trạch Đàm, và Trạch Hồng, người con cuối là nhận nuôi.

## Cuộc đời
Theo lịch sử truyền miệng của gia đình, dòng họ Mao đã bắt đầu sống trong thung lũng xung quanh làng Thiều Sơn Xung từ thế kỉ 14. Tổ tiên là Mao Thái Hoa (毛太华), người mà đã rời quê hương Giang Tây để chiến đấu trong lực lượng quân nổi dậy Minh Thái Tổ trước quyền cai quản của quân nhà Nguyên. Trước khi nhà Nguyên bị lật đổ và cầm đầu quân nổi loạn Chu Nguyên Chương thành lập nhà Minh vào năm 1368, Mao Thái Hoa đã kết hôn với một người phụ nữ ở Vân Nam, vào năm 1380 đưa cô ấy tới Hồ Nam, định cư ở quận Tương Đàm, định cư ở Thiều Sơn Xung và thành lập dòng dõi mà thuộc về Mao Di Xương.
Mao Di Xương sinh vào ngày 15 tháng 10 năm 1870, là con trai duy nhất của Mao Ân Phổ và vợ, Liu. Mao Ân Phổ là một nông dân người đã sống cuộc sống nghèo khổ, để lại những món nợ cho con. Ông đã hứa hôn với Văn khi cô ấy mới mười ba và ông mới mười tuổi; họ đã tổ chức đám cưới năm năm sau khi họ mười lăm tuổi. Do khoản nợ của cha mình, Di Xương sau đó phải phục vụ hai năm trong tương quân địa phương của Tăng Quốc Phiên, trong suốt thời gian ông phục vụ đủ tiền để trả nợ cho mảnh đất mà cha ông để lỗ. Làm việc chăm chỉ và thanh đạm, ông đã giành dụm được một khoản tiền. Theo một người con gái của Mao Trạch Đông, Di Xương sẽ nhắc lại quan điểm của mình:
Nghèo nàn không phải là kết quả cho việc ăn quá nhiều hoặc chi tiêu quá nhiều. Nghèo nàn xuất phát từ việc không có khả năng làm những phép toán. Bất cứ ai cũng có một khoản tiền đủ để sống; bất cứ ai cũng không thể phung phí thậm chí là vàng! 
Mẹ của Mao Di Xương, Mao Lưu, mất ở tuổi 37 vào ngày 20 tháng 5 năm 1884.

## Với Mao Trạch Đông
Trước khi Mao Trạch Đông ra đời, Mao Di Xương và vợ của ông đã có hai người con trai, cả hai người đều mất sớm. Sau khi Trạch Đông ra đời, cha của anh đã trình bày với một danh sách, như là phong tục địa phương.
Hai năm sau, người con thứ hai ra đời, được đặt tên là Trạch Dân, sau đó là người con thứ ba Trạch Đàm, sinh ra vào năm 1905. Hai người con gái khác mất sớm, nhưng gia đình vẫn bồi dưỡng cho những người con gái khác.
Sau đó, Mao Trạch Đông đã mô tả cha của anh là một con người kỷ luật nghiêm khắc người sẽ đánh anh ta và các anh chị em ruột của anh ta.